# Чаглар, Джавит
Джавит Чаглар (род. 1944) — турецкий политик и бизнесмен. В 1991 году избирался членом Великого национального собрания от Партии истинного пути. В 1996 году покинул партию, до 1999 года являлся беспартийным депутатом. Занимал посты министра в 51 и 52 правительствах Турции. Считается, что благодаря финансовой помощи со стороны Чаглара смогло произойти возвращение в политику Сулеймана Демиреля в 1991-93 годах. В 2004 году был приговорён к трём годам и десяти месяцам тюремного заключения за мошенничество.

## Биография
Родился в греческом городе Комотини в семье этнических турок. Его семья переехала в Турцию когда Чаглар ещё ходил в школу. В возрасте 15 лет Джавит Чаглар был вынужден бросить школу из-за смерти отца. Чаглар стал помогать своему дяде, который торговал текстилем в Бурсе. Благодаря поддержке своего дяди и системе государственных займов, Чаглару удалось создать предприятие «Nergis Holding», которое в 1996 году имело оборот в 1 миллиард долларов. Хотя основой «Nergis Holding» являлся текстиль, в его собственности также находился ряд объектов недвижимости, среди которых был турецкий канал NTV.
В 1996 году «Nergis Holding» получил принадлежавший ранее Çukurova Holding контрольный пакет акций банка İnterbank. В декабре 1997 года банк Etibank был продан холдингу Medya-Ipek Holding, который принадлежал Чаглару и Динчу Бильгину. В феврале 1998 года полиция арестовала группу Алааттина Чакыджи, которая планировала покушение на Чаглара из-за приватизации банка.
7 января 1999 года активы İnterbank, большинство акций которого принадлежали «Nergis Holding», были переданы турецкому агентству страхования вкладов. Затем активы İnterbank были переданы Etibank, а İnterbank был ликвидирован. Позднее в январе того же года канал NTV был продан Dogus Group. В июне 1999 года прокуроры заявили, что в 1998 году банк «Interbank» передал предприятиям, входившим в «Nergis Holding» более 650 миллионов долларов, эта сумма намного превышала лимит средств для внутренних трансферов. В январе 2001 года был выдан ордер на арест Чаглара по обвинению в использовании на личные нужды банковского займа размером 7,4 миллиона долларов. В апреле того же года он был арестован в Нью-Йорке, Чаглар хотел выйти под залог 5 миллионов долларов, но суд отказал ему в этом и согласился выдать Чаглара Турции.
В 2004 году Чаглар согласился выплатить АСВ Турции 1,6 миллиардов долларов за долги İnterbank. После того, как Чаглар не сумел выплатить необходимую сумму, у него были изъяты ряд активов, включая 50 % акций энергетической компании «BİS Enerji». Также у Чаглара были изъяты отели, вертолёты, и СМИ, которыми он владел. В результате этого «Nergis Holding» стал испытывать значительные финансовые трудности, в 2008 году руководство «Nergis Holding» было вынуждено отправить 785 работников в неоплачиваемый отпуск сроком более чем на три месяца. В 2008 году активы «Yeşim Tekstil» перешли в собственность банка «Halkbank» после того, как долги «Yeşim Tekstil» достигли сорока пяти миллионов долларов. В октябре 2008 года Чаглар согласился продать остававшиеся у него текстильные предприятия.
В 2004 году Чаглар был приговорён к 3 годам и десяти месяцам тюремного заключения за мошенничество, связанное с банкротством İnterbank. В 2002 году он был оправдан по этому делу, но прокурор подал апелляцию.

## Награды
- Государственная медаль Турецкой Республики «За выдающиеся заслуги»[тур.].
- Орден Дружбы (25 мая 2017 года, Россия) — за большой вклад в укрепление сотрудничества с Российской Федерацией[19]. Вручён президентом России Владимиром Путиным на торжественном приёме по случаю Дня народного единства в Большом Кремлёвском дворце в Москве[20][21].